# Tom Brown
Este artículo se refiere al tenista estadounidense; para el escritor inglés del siglo XVII, véase, Tom Brown (satírico)
Thomas "Tom" Brown, Jr. ( 26 de septiembre de 1922, San Francisco – 27 de octubre de 2011, Castro Valley, California) fue un jugador de tenis estadounidense que se destacó en los años 40, siendo finalista del Campeonato de Wimbledon y del Campeonato Estadounidense.
Falleció a los 89, con enfermedad de Alzheimer.

## Torneos de Grand Slam

### Finalista Individuales (2)
| Año  | Torneo                            | Oponente en la final | Resultado   |
| 1946 | US National Singles Championships | Jack Kramer          | 7-9 3-6 0-6 |
| 1947 | Wimbledon                         | Jack Kramer          | 1-6 3-6 2-6 |

### Campeón Dobles (1)
| Año  | Torneo    | Pareja      | Oponentes en la final   | Resultado   |
| 1946 | Wimbledon | Jack Kramer | Geoff Brown Dinny Pails | 6-4 6-4 6-2 |

### Finalista Dobles (2)
| Año  | Torneo             | Pareja         | Oponentes en la final        | Resultado       |
| 1947 | Campeonato Francés | Bill Sidwell   | Eustace Fannin Eric Sturgess | 4-6 6-4 4-6 3-6 |
| 1948 | Wimbledon          | Gardnar Mulloy | John Bromwich Adrian Quist   | 7-5 5-7 5-7 7-9 |